# كلود أندري
كلود أندري (بالفرنسية: Claude Andrey)‏ (13 يونيو 1951 في سويسرا - ) هو مدرب كرة قدم ولاعب كرة قدم جمهورية الكونغو وسويسري في مركز الوسط. شارك مع منتخب سويسرا لكرة القدم. أما مع النوادي، فقد لعب مع إتويل كاروغ ونادي سيرفيت ونادي سيون ونادي غراسهوبر زيوريخ ونادي غرونوبل ونادي لوزان ونادي ميلوز ونادي نوشاتل زاماكس وFC Bulle ‏.

## وصلات خارجية
- كلود أندري على موقع قاعدة بيانات كرة القدم.إي يو (الإنجليزية)